# Richard A. Cosier
Richard A. Cosier (geboren am 18. Mai 1947) ist ein US-amerikanischer Wirtschaftswissenschaftler und Hochschullehrer.

## Leben und Wirken
Cosier erwarb 1969 seinen Bachelor of Arts an der School of Packaging der Michigan State University, 1972 seinen Master of Business Administration an der Loyola University Chicago und 1975 seinen Doktortitel an der University of Iowa. Er war Leeds-Professor für Management und Co-Direktor des Burton D. Morgan Center for Entrepreneurship. Vom 1. August 1999 bis zum 30. Juni 2010 war er Dekan der Krannert School of Management an der Purdue University. In den 1990er Jahren war Cosier Dekan des Michael F. Price College of Business an der University of Oklahoma. Er war 2008–2009 Vorsitzender der Association to Advance Collegiate Schools of Business in Tampa, Florida. Cosier trat mit Wirkung vom 30. Juni 2010 als Dekan von Krannert zurück. Er behielt seine Position als Leeds-Professor für Management und wurde ab 1. Januar 2011 nach einem sechsmonatigen Sabbatical im Herbst 2010 zum Avrum and Joyce Gray Director des Burton D. Morgan Center for Entrepreneurship an der Purdue University ernannt. Cosier forscht über Konfliktverhalten und -bearbeitung. Er ist Co-Autor eines Management-Lehrbuchs.